# Винокуров Аркадій Михайлович
Арка́дій Миха́йлович Виноку́ров (1 серпня 1948, Київ — 2021) — український і австрійський скрипаль, диригент. Заслужений артист УРСР (1987).

## Загальні відомості
Музичну освіту здобув у Київській середній спеціалізованій музичній школі-інтернаті імені М. В. Лисенка.
1972 — закінчив Київську консерваторію імені Петра Чайковського (клас В. Стеценка) та аспірантуру при консерваторії.
1971—1972 — артист квартету Київської філармонії.
1972 — лауреат Міжнародного фестивалю «Празька весна» (3-я премія).
1975 — лауреат Міжнародного конкурсу ім. Маргеріт Лонґ і Жака Тібо (Париж).
1987—1991 — художній керівник і диригент Київського камерного оркестру.
З 1992 працює у Відні (Австрія). Професор Віденської вищої музичної академії (з 1998 — університет).[неавторитетне джерело]
2014, 2017 виступав у Києві.

## Репертуар
Твори Й. Баха, Л. Бетховена, В. Моцарта, Д. Паганіні, А.Вівальді, Г. Генделя, М. де Фалья, С. Франка, С. Прокоф'єва, а також українських композиторів (Д. Бортнянського, В. Губаренка, М. Скорика, І. Карабиця, Є. Станковича).